# Мамила
Мамила, още папила (на латински: papilla mammaria), е изпъкналостта на зърното на гърдата, където се отварят порите на млечните жлези. Мамилата е заобиколена от ареолата, която често е с по-тъмен цвят от този на останалата заобикаляща кожа.
При жените, в края на бременността и по време на кърмене от млечната жлеза се отделя майчиното мляко, което може да изтича пасивно през зърното или може да бъде изхвърлено чрез контракции на гладките мускули.
При хората зърната на мъжете и жените могат да бъдат стимулирани, като част от сексуалната възбуда. В много култури женските зърна са сексуализирани или се разглеждат като сексуални обекти и се оценяват по отношение на техните физически характеристики и сексапил.

## Анатомия
Мамилата е малка изпъкналост на кожата на гърдата, по която се намират малки отвърстия, в които се отварят 15 – 20 канала на млечната жлеза, разположени цилиндрично около върха.
Средната изпъкналост на женски човешки зърна е 10 mm.
Зърната на мъжете и жените се променят през целия им живот, така че тази промяна може да се очаква и да се счита за нормална. Някои неочаквани промени може да са: набръчкване на кожата на зърното, сърбящи зърна, зърното е топло на пипане, червено или болезнено, кожата около зърното се бели, кожата е замърсена с големи пори, зърната са изкривени или обърнати.

### Инервация
Кожата на зърното е богата на нерви (бавно и бързо адаптиращи се кожни механорецептори), които са чувствителни към определени стимули.
Инервацията на зърното се получава от страничните клонове на четвъртия междуребрен нерв (n. intercostales).

### Лимфен отток
Лимфните канали на зърното са еднакви с тези на гърдата. 75% от лимфата се отцежда през подмишничните лимфни възли (nodi lymphoidei axillares), разположени в близост до подмишниците. Останалата част се оттича през инфроцелуларните, гръдните или парастерналните възли.

### Кръвоснабдяване
Кръвоснабдяването на зърното и гърдата става от предните междуребрени клонове на вътрешните гръдни мускулни артерии, страничната гръдна артерия (a. thoracalis lateralis) и торокодорните артерии. Венозните съдове са успоредни на артериите.